# Josef Kulička
Josef Kulička (24. července 1909 – ???) byl český a československý politik Československé strany socialistické a poúnorový poslanec Národního shromáždění ČSR a Národního shromáždění ČSSR.

## Biografie
Po volbách roku 1954 byl zvolen za ČSS poslancem ve volebním obvodu Praha-venkov. Mandát nabyl až dodatečně v listopadu 1959 jako náhradník poté, co rezignoval poslanec Václav Hulínský. Mandát obhájil ve volbách v roce 1960 (nyní již jako poslanec Národního shromáždění ČSSR za Středočeský kraj) a v parlamentu setrval do konce volebního období, tedy do voleb v roce 1964.
V roce 1986 se jistý Josef Kulička uvádí jako místopředseda Okresního výboru ČSS v Kolíně.